# Statuia lui Ovidiu din Constanța
Statuia lui Ovidiu este un monument aflat în centrul istoric al orașului Constanța. A fost realizată în 1887 de sculptorul italian Ettore Ferrari. O replică identică se află din 1925 la Sulmona, orașul său natal din Italia.
Este așezată în peninsulă, în Piața Ovidiu, în fața clădirii fostă a Primăriei Constanța, azi a Muzeului Național de Istorie și Arheologie, lângă portul Tomis.

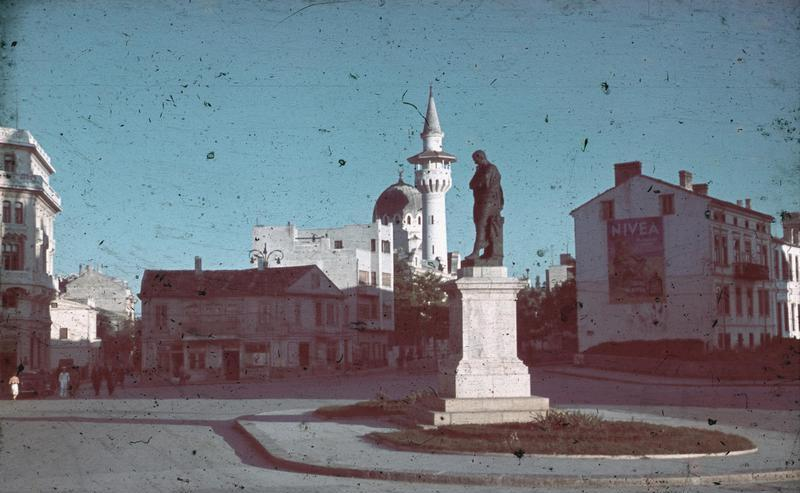
Statuia în 1941

## Descriere
Primul dintre monumentele statuare ridicat la Constanța după intrarea sub administrație românească este cel care îl înfățișează pe marele poet roman Publius Ovidius Naso (43 î.e.n. — 17 e.n.). Statuia din bronz îl înfățișează pe Ovidiu într-o atitudine adânc meditativă. Dezvelirea statuii, în august 1887, a prilejuit o adevărată sărbătoare la care au participat toți constănțenii, în frunte cu prefectul Remus Opreanu, inițiatorul „Comitetului pentru statuia lui Ovidiu”.
Statuia se află pe un soclu de marmură albă, pe care este încrustată o placă cu o strofă din „Tristele”. 
„Sub astă piatră zace Ovidiu, cîntărețul
Iubirilor gingașe, răpus de-al său talent.
O, tu, ce treci pe aice, dac-ai iubit vreodată
Te roagă pentru dînsul: să-i fie somnul lin!”
Inițial statuia a fost amplasată cu fața spre nord, construcția Palatului Primăriei impunând, în 1921, mutarea pe actualul loc. În cursul ocupației germano-bulgare din anii 1916-1918, statuia a fost dată jos de pe soclu de armata bulgară, pentru a fi luată ca pradă de război, dar intervenția unor ofițeri germani a oprit originala „inițiativă culturală”; până la revenirea autorităților românești, în noiembrie 1918, statuia a fost adăpostită în subsolul Primăriei. În 1925, o replică fidelă a acestei opere a fost dezvelită în orașul natal al poetului - Sulmona. După 1970, statuia lui Ovidiu a fost toaletată, dar necorespunzător.